# Пйотр Малаховський (краківський воєвода)
Пйотр Малаховский (пол. Piotr Małachowski; бл. 1730 — 3 грудня 1799, Недзведзь) — польський шляхтич, краківський воєвода з 10 січня 1782 р.

## Життєпис
Народився близько 1730 року. Був другим сином коронного крайчого Адама Леона Альбіна Казімежа Малаховського (1706—1767) та його дружини Анни Теофіли Росновської (?—8.12.1755).
Отримав добру освіту, виховання. 1741 року разом з братом Станіславом був записаний навчатись до Краківської академії. 1749 року батько вислав його до лицарської академії в Люневілі.
Повернувся додому 1753 року, як королівський генерал-ад'ютант розпочав біля батька політичну діяльність.
Як і батько, був пов'язаний з гетьманською партією. 1755 року отримав від батька Освенцімське староство. 1778 року став кавалером ордену св. Станіслава, 1780 — Білого Орла.
В останні роки життя хворів на подагру, через що мав проблеми з ходою та пересуванням. Помер бездітним 3 грудня 1799 року в Недведзі, де й був похований.

## Твори
Автор цінної геральдичної публikaцiї «Zbiór Nazwisk Szlachty z Opisem Herbów własnych Familiom zostającym w Królestwie Polskim, i Wielkim Xięstwie Litewskim» (Луцьк, 1790; розширене перевидання — Люблін, 1805).

## Сім'я
Перша дружина — Ядвіга Кордуля Лохоцька гербу Юноша (пол. Jadwiga Kordula Łochocka; бл.1736—1789), донька кшечувського і солецького старости Яна Антонія Лохоцького. Одружилися 20 жовтня 1755 року, шлюб був вигідним для П. Малаховського, оскільки дружина одідичила близько 500000 злотих маєтку.
Друга дружина — Текля з Водзицьких (1764—1829), донька краківського старости Еліяша. Шлюб уклали у серпні 1790 року, її посагом були 100000 злотих. Від обидвох шлюбів дітей не залишив. 1797 року записав для другої дружини села Седлиська (пол. Siedliska) і Тегобуж (пол. Tegobśrz).